# Luzula forsteri
Luzula forsteri (Sm.) DC. (1806) é uma planta herbácea da família das juncáceas. A espécie tem distribuição natural no sudoeste da Europa, Norte de África e Médio Oriente, sendo comum no sub-bosque das florestas xerofíticas das regiões rochosas de solos pobres da Península Ibérica.

## Descrição
L. forsteri é uma planta herbácea cespitosa que se mantém perene através de rizomas. O caule é erecto, de 15–40 cm de altura.
As folhas são lineares, planas, lustrosas, com longos cílios brancos nos seus bordos, com até 3,5 (-5) mm de largura.
As flores são solitárias, dispostas em panículas muito laxas, com 6 peças periânticas de coloração castanha, relativamente escura, de 3,5–5 mm de comprimento, agudas, com margens que terminan em estruturas delgadas e translúcidas (escariosas). Floresce na primavera e princípios do verão.
O fruto é uma cápsula globosa que contém três sementes.
Ocorre em habitats xerofíticos, com destaque para os azinhais e montados, pinhais e bosques de Quercus pyrenaica do sudoeste da Europa.
A etimologia do nome genérico Luzula que deriva da palavra italiana luciola, que significa "brilhar", uma referência às folhas lustrosas típicas deste género. O epíteto específico forsteri é uma homenagem ao botânico Georg Forster.

## Sinonímia
Luzula forsteri (Sm.) DC., Syn. Pl. Fl. Gal.: 150 (1806). Canárias, Norte de África, Europa até ao Irão.
- Juncus forsteri Sm., Fl. Brit. 3: 1395 (1804).
- Luciola forsteri (Sm.) Sm., Engl. Fl. 2: 179 (1824).
- Nemorinia forsteri (Sm.) Fourr., Ann. Soc. Linn. Lyon, n.s., 17: 172 (1869).
- Juncoides forsteri (Sm.) Kuntze, Revis. Gen. Pl. 2: 724 (1891).
- Luzula vernalis subsp. forsteri (Sm.) Bonnier & Layens, Tabl. Syn. Pl. Vasc. France: 322 (1894).
- Luzula gesneri Bubani, Fl. Pyren. 4: 170 (1901), nom. superfl.
- Pterodes forsteri (Sm.) Börner, Fl. Deut. Volk.: 722 (1912).

subsp. caspica Novikov, Novosti Sist. Vyssh. Rast. 27: 18 (1990). Turquia a norte do Irão.
- Luzula caspica Rupr. ex Bordz., Izv. Kievsk. Bot. Sada 7: 5 (1928), nom. inval.
- Luzula forsteri var. latifolia Bordz., Izv. Kievsk. Bot. Sada 7: 5 (1928).

subsp. forsteri Canárias, Norte de África, Europa até ao Cáucaso
- Luzula callosa Raf., Autik. Bot.: 193 (1840).
- Luzula decolor Webb & Berthel., Hist. Nat. Iles Canaries 2(3): 350 (1848).

subsp. rhizomata (Ebinger)  Z.Kaplan, Preslia 73: 60 (2001) Europa até ao norte do Irão.
- Luzula forsteri var. rhizomata Ebinger, Mem. New York Bot. Gard. 10(5): 289 (1964).[3]